# Partula umbilicata
Partula umbilicata foi uma espécie de gastrópodes da família Partulidae.
Foi endémica da Polinésia Francesa.